# Франсе, Франсуа-Луи
Франсуа́-Луи́ Франсе́ (фр. François-Louis Français; 17 ноября 1814, Пломбьер-ле-Бен, Вогезы — 28 мая 1897, Париж) — французский пейзажист; один из первых членов Общества французских акварелистов.

## Биография
Пятнадцати лет от роду поступил приказчиком в магазин к одному из парижских книготорговцев, где в свободные часы усердно занимался рисованием и вскоре достиг в нём такого успеха, что издатели книг и журналов стали обращаться к нему с заказами виньеток и иллюстраций. Этот успех побудил его искать серьёзное художественное образование и с 1834 года Франсе́ стал посещать классы училища изящных искусств. После того учился у Жана Батиста Камиля Коро и Жана Франсуа Жигу.

## Творчество
Первые пейзажи Франсе, появившиеся в парижских салонах 1837 и 1838 гг., написаны в сотрудничестве с Анри Бароном, которому принадлежали в них фигуры. Начало его известности положила картина «Античный сад», выставленная им в салоне 1841 г. (находится в Пломбьерском музее). С той поры его репутация отличного пейзажиста росла с каждым годом.
В 1848 году он ездил в Италию, где написал массу этюдов и две законченные картины. Из его многочисленных работ масляными красками особенно примечательны:
- «Дорога в Фонтенеблосском лесу» (1841),
- «Ноябрь» (1841),
- «Конец зимы» (1853),
- «Из окрестностей Рима» (1853),
- «Долина Монморанси» (1857),
- «Вид в Ба-Медоне»,
- «Вечер на берегу Сены» (1861, в эгинальском музее),
- «На берегу воды, в окрестностях Парижа» (1861, в нантском музее),
- «Орфей у гробницы Эвридики» (1863),
- «Вилла близ Рима» (1864),
- «Священная роща» (1864, в лилльском музее),
- «Новые раскопки в Помпее» (1860),
- «Дафнис и Хлоя» (1872; едва ли не лучшее из всех произведений художника),
- «Воспоминание о Ницце» (1873),
- «Утро в лощине Пюи-Нуара» (1875),
- «Вид Россильонской долины» (1883),
- «Весна в теснине Не-Пре» (1886).

В музее Императорской академии художеств, среди картин Кушелевской галереи, имеется образец живописи Франсе — «Вид в окрестностях Рима».
Он мастерски работал также акварелью, написал несколько весьма хороших портретов и нарисовал много оригиналов для книжных иллюстраций, между прочим, к «Paul et Virginie» в издании Кюрмера, к «Неистовому Роланду», к «Освобожденному Иерусалиму», к «Chansons populaires des provinces de France» и пр.
В своих пейзажах Франсе соединял верную передачу природы с некоторой её идеализацией, умел выбирать простые, но поэтичные сюжеты и искусно разыгрывал в них освещение, хотя порой и впадал, вследствие излишней погони за живописностью, в академическую условность и холод. Исполнение его картин отличается вкусом и добросовестной законченностью.